# 白带笃蝉
白带笃蝉（学名：Tosena melanopteryx），一种分布于印度、孟加拉国、尼泊尔、缅甸、泰国、老挝、越南及中国广西及西藏等地的昆虫，是蝉科笃蝉属的一种
在中国，本种于2023年被收录入《有重要生态、科学、社会价值的陆生野生动物名录》。